# Strażnica KOP „Trościanica”
Strażnica KOP „Trościanica” – zasadnicza jednostka organizacyjna Korpusu Ochrony Pogranicza pełniąca służbę ochronną na granicy polsko-sowieckiej.

## Formowanie i zmiany organizacyjne
W 1924, w składzie 3 Brygady Ochrony Pogranicza, został sformowany 7 batalion graniczny. W 1928 w skład batalionu wchodziło 16 strażnic. W 1 kompanii KOP „Czyste”, której dowództwo przeniesiono później do Krzyżówki, funkcjonowała 20 strażnica KOP „Trościanica”. W latach 1928 – 1939 strażnica znajdowała się w strukturze 1 kompanii KOP „Krzyżówka”  batalionu KOP „Podświle”. Strażnica liczyła około 18 żołnierzy i rozmieszczona była przy linii granicznej z zadaniem bezpośredniej ochrony granicy państwowej.
W 1932 obsada strażnicy zakwaterowana była w budynku popolicyjnym. Strażnicę z macierzystą kompanią łączyła droga polna długości 22 km (w zimie bagnem 15 km).

## Służba graniczna
Podstawową jednostką taktyczną Korpusu Ochrony Pogranicza przeznaczoną do pełnienia służby ochronnej był batalion graniczny. Odcinek batalionu dzielił się na pododcinki kompanii, a te z kolei na pododcinki strażnic, które były „zasadniczymi jednostkami pełniącymi służbę ochronną”, w sile półplutonu. Służba ochronna pełniona była systemem zmiennym, polegającym na stałym patrolowaniu strefy nadgranicznej, wystawianiu posterunków alarmowych, obserwacyjnych i kontrolnych stałych, patrolowaniu i organizowaniu zasadzek w miejscach rozpoznanych jako niebezpieczne, kontrolowaniu dokumentów i zatrzymywaniu osób podejrzanych, a także utrzymywaniu ścisłej łączności między oddziałami i władzami administracyjnymi. Strażnice KOP stanowiły pierwszy rzut ugrupowania kordonowego Korpusu Ochrony Pogranicza.
Strażnica KOP „Trościanica” w 1932 ochraniała pododcinek granicy państwowej szerokości 8 kilometrów 840 metrów od słupa granicznego nr 281 do 290, a w 1938 pododcinek szerokości 15 kilometrów 600 metrów od słupa granicznego nr 274 do 290.
Sąsiednie strażnice:
- strażnica KOP „Hornowo Bartkiewicz” ⇔ strażnica KOP „Porzecze” – 1928[3], 1929[4], 1931[5] , 1932[6], 1934[13]
- strażnica KOP „Hornowo Wiercińskie” ⇔ strażnica KOP „Porzecze” – 1938[14]